# Place Hannah-Arendt
La place Hannah-Arendt est une voie située dans le quartier du Combat du 19e arrondissement de Paris en France.

## Situation et accès

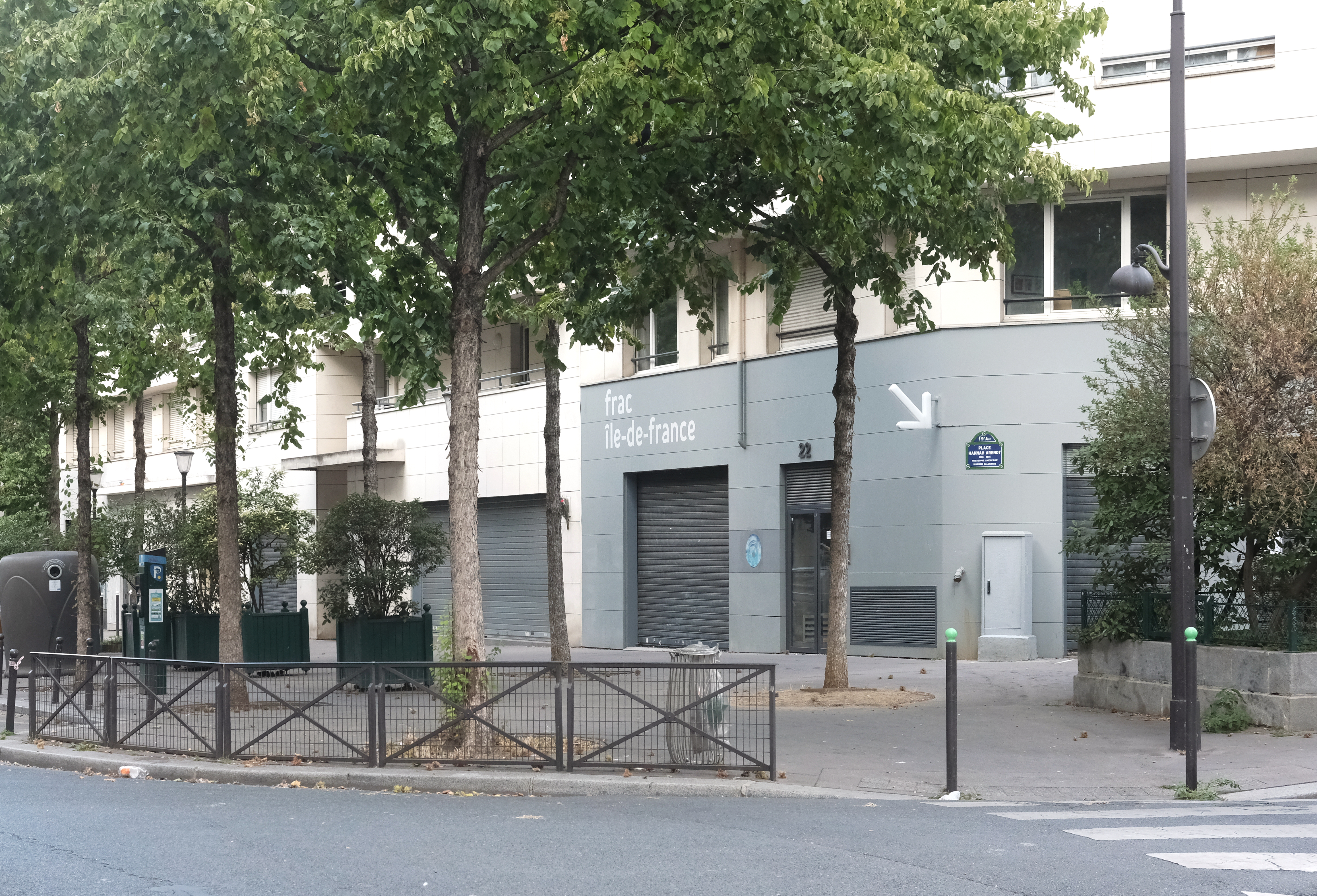
Place Hannah-Arendt dans le 19e arrondissement de Paris.

La place Hannah Arendt est située au carrefour des rues des Alouettes et Carducci, sur un espace créé par un retrait d'alignement des bâtiments.

## Origine du nom
Elle porte le nom de la philosophe, écrivain et enseignante universitaire américaine d'origine allemande Hannah Arendt (1906-1975).

## Historique
Par un arrêté municipal du 11 août 2003, l'intersection de la rue des Alouettes et de la rue Carducci prend sa dénomination actuelle.

## Bâtiments remarquables et lieux de mémoire
- L'espace d'exposition d'art contemporain Le Plateau / FRAC-Île-de-France ouvert depuis 2002 pour exposer le fonds[1].

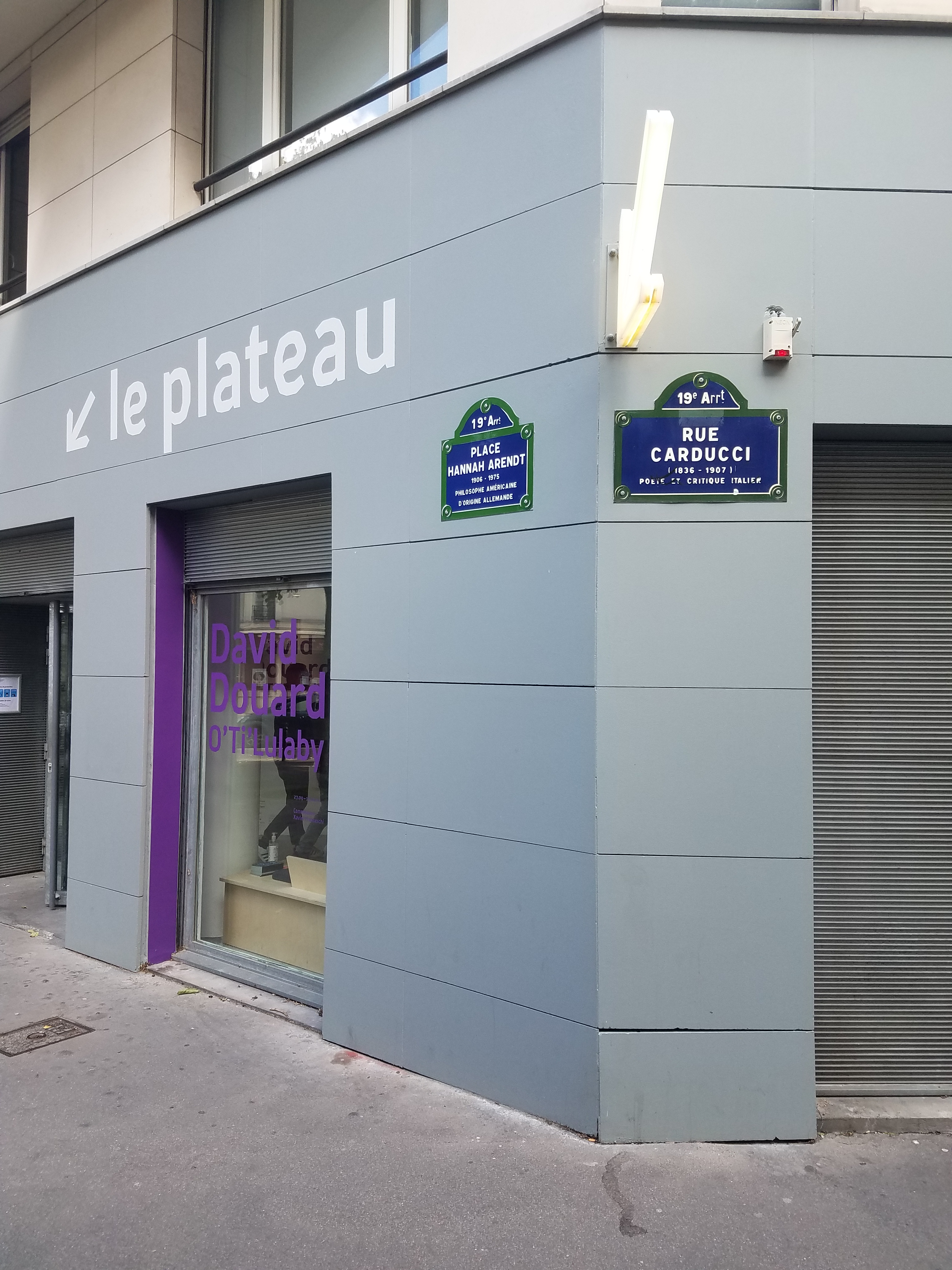
L'espace Le Plateau/FRAC.